# Función Omega de Wright

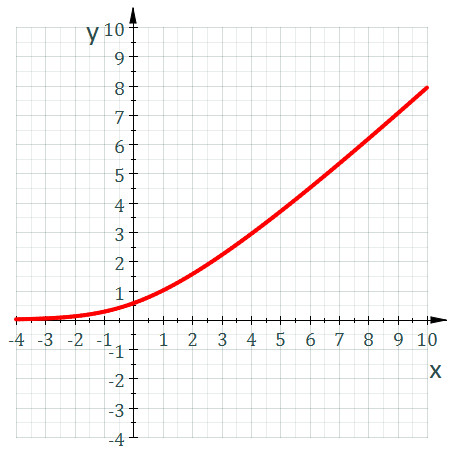
Gráfica de la función Omega de Wright en el eje real.

En matemáticas, la función Omega de Wright, también llamada función de Wright, es una función que está definida por la función W de Lambert:

{\displaystyle \omega (z)=W_{\left\lceil {\frac {\mathrm {Im} (z)-\pi }{2\pi }}\right\rceil }(e^{z})}

Donde {\displaystyle \mathrm {Im} (z)} es la parte imagniaria de z, {\displaystyle \lceil z\rceil } es la función techo de z y {\displaystyle \mathrm {K} (z)=\left\lceil {\frac {\mathrm {Im} (z)-\pi }{2\pi }}\right\rceil } es un "número desenrollado" de z. Anteriormente {\displaystyle \mathrm {K} (z)} estaba definida como {\displaystyle \mathrm {K} (z)=\left\lfloor {\frac {\pi -\mathrm {Im} (z)}{2\pi }}\right\rfloor }, pero posteriormente se cambió a la versión actual porque evita tener que usar de manera reiterada el signo menos (-) en las fórmulas relacionadas.

## Propiedades
- Esta función satisface la relación {\displaystyle W_{k}(z)=\omega (\ln(z)+2\pi ik)}.

Donde ln(z) indica al logaritmo principal {\displaystyle \ln(z)=\ln |z|+i\arg(z)} (arg(z) es el argumento principal).
- {\displaystyle \omega :\mathbb {C} \to \mathbb {C} } es epiyectiva en {\displaystyle \mathbb {C} /} {{\displaystyle 0}} . "/" se refiere a la diferencia de conjuntos.

- {\displaystyle \omega :\mathbb {C} \to \mathbb {C} } es inyectiva si {\displaystyle \omega (z)\neq -1}, ya que {\displaystyle z=-1\pm i\pi \to \omega (z)=-1}.

- {\displaystyle \omega (z)} es continua {\displaystyle \forall z\neq q\pm i\pi ,\quad q\leq -1}.

- Sea {\displaystyle \mathrm {K} (z)=\left\lceil {\frac {\mathrm {Im} (z)-\pi }{2\pi }}\right\rceil }. Entonces {\displaystyle \mathrm {K} (z)=\mathrm {K} (\omega (z))+\ln(\omega (z))\iff z=\ln(\omega (z))+\omega (z)}.

## Derivación e integración
La función Omega de Wright satisface la ecuación diferencial:

{\displaystyle (1+\omega ){\frac {d\omega }{dz}}=\omega }

Así:

{\displaystyle {\frac {d\omega }{dz}}={\frac {\omega (z)}{1+\omega (z)}}}

Donde la función sea analítica.
La integral de las funciones de la forma {\displaystyle \omega (z)^{n}}, viene dado por:

{\displaystyle \int \omega ^{n}\,dz={\begin{cases}{\frac {\omega ^{n+1}-1}{n+1}}+{\frac {\omega ^{n}}{n}}&{\mbox{si }}n\neq -1\\\ln(\omega )-{\frac {1}{\omega }}&{\mbox{si }}n=-1\end{cases}}}

## Función inversa
Una consecuencia de las restricciones sobre la inyectividad y epiyectividad de {\displaystyle \omega }, es que la relación inversa {\displaystyle \omega ^{-1}(u)} es función inversa para todos los valores de u menos en 0 y -1. Por lo tanto la función inversa se define como:

{\displaystyle \omega ^{-1}(u)={\begin{cases}u+\ln(u)-2\pi i&-\infty <u<-1\\u+\ln(u)&{\text{en cualquier otro caso}}\quad \forall \ (u\neq 0\quad \land \quad u\neq -1)\end{cases}}}

Nótese que para u = -1, {\displaystyle \omega ^{-1}} toma dos valores, {\displaystyle -1\pm i\pi } (por el hecho de que se podría evaluar de cualquiera de las dos formas de la definición). No obstante, al igual que con otras funciones multivaluadas, se puede adoptar un convenio para denotar un valor principal. Así para términos prácticos, {\displaystyle \omega ^{-1}(-1)} solo tomaría un valor -aun no decidido-.

## Valores particulares
{\displaystyle {\begin{array}{lll}\omega (0)&=W_{0}(1)&\approx 0.56714\\\omega (1)&=1&\\\omega (1+e)&=e&\\\omega \left(i\left(1+{\frac {1}{2}}\pi \right)\right)&=i&\\\omega (-1+i\pi )&=\omega (-1-i\pi )&=-1\\\omega (-{\frac {1}{3}}+\ln \left({\frac {1}{3}}\right)+i\pi )&=W_{0}\left(-{\frac {1}{3}}e^{-{\frac {1}{3}}}\right)&=-{\frac {1}{3}}\\\omega (-{\frac {1}{3}}+\ln \left({\frac {1}{3}}\right)-i\pi )&=W_{-1}\left(-{\frac {1}{3}}e^{-{\frac {1}{3}}}\right)&\approx -2.23714\\\omega (-2+\ln(2)+i\pi )&=W_{0}\left(-2e^{-2}\right)&\approx -0.40637\\\omega (-2+\ln(2)-i\pi )&=W_{-1}\left(-2e^{-2}\right)&=-2\\\end{array}}}

## Aplicaciones
La ecuación x + ln(x) = z, tiene por solución:

{\displaystyle x={\begin{cases}\omega (z)&z\neq q\pm i\pi ,&q\leq -1\\\omega (z),\omega (z-2\pi i)&z=q+i\pi ,&q\leq -1\\\end{cases}}}

Para valores {\displaystyle z=q-i\pi ,\quad q\leq -1}, la ecuación no tiene solución. Cabe destacar que de los dos valores z que satisfacen {\displaystyle \omega (z)=-1}, solo {\displaystyle z=-1+i\pi } cumple {\displaystyle \omega (z)+\ln(\omega (z))=z}, lo cual motiva a que {\displaystyle \omega ^{-1}(-1)} -como valor principal- represente a {\displaystyle -1+i\pi } por sobre {\displaystyle -1-i\pi }.
Por otra parte, las dos soluciones complejas -no reales- (conjugadas entre sí) de la ecuación x = ln(x) se pueden representar mediante esta función:
{\displaystyle {\begin{array}{lll}e^{-\omega (-i\pi )}&=e^{-W_{-1}(-1)}&\approx 0.31813+1.33723i\\e^{-\omega (i\pi )}&=e^{-W_{0}(-1)}&\approx 0.31813-1.33723i\\\end{array}}}
A continuación se mostrará un ejemplo de cómo resolver ecuaciones usando esta función.

### Ejemplos
Ejemplo 1
{\displaystyle {\begin{aligned}3x+4\ln(x)&=2\\\ln(x)&={\frac {1}{2}}-{\frac {3}{4}}x\\x&=e^{\frac {1}{2}}e^{-{\frac {3}{4}}}x\\{\frac {3}{4}}xe^{\frac {3}{4}}&={\frac {3}{4}}e^{\frac {1}{2}}\\\end{aligned}}}
Aplicando {\displaystyle Y=Xe^{X}\;\Longleftrightarrow \;X=W(Y)}
{\displaystyle {\begin{aligned}{\frac {3}{4}}x&=W_{k}\left({\frac {3}{4}}e^{\frac {1}{2}}\right)\\x&={\frac {4}{3}}W_{k}\left({\frac {3}{4}}e^{\frac {1}{2}}\right)\\x&={\frac {4}{3}}\omega \left(\ln \left({\frac {3}{4}}e^{\frac {1}{2}}\right)+2\pi ik\right)\end{aligned}}}
Lo anterior por la primera propiedad. Ahora como 2 es un número positivo y tanto x como ln(x) son inyectivas, la (única) solución buscada es un número real. Sabiendo esto, se puede deducir que k = 0 puesto que {\displaystyle {\frac {3}{4}}e^{\frac {1}{2}}>1}. Así solo k = 0 cumple lo pedido.
Finalmente la solución es:
{\displaystyle x={\frac {4}{3}}\omega \left(\ln \left({\frac {3}{4}}e^{\frac {1}{2}}\right)\right)\approx 0.86304}

## Función Omega de Wright en los números reales
En los números reales se puede observar mediante la definición, que Im(z) = 0. Por ello, K(z) = 0. Así la función se define como:

{\displaystyle \omega (x)=W_{0}(e^{x})}

Con esto la función está definida para todo {\displaystyle \mathbb {R} }, pero su recorrido es {\displaystyle \mathbb {R} ^{+}}.
Esta función es biyectiva en {\displaystyle \mathbb {R} \to \mathbb {R} ^{+}}, por lo tanto tiene función inversa, la cual es:

{\displaystyle \omega ^{-1}(x)=x+\ln(x)}

La cual se deduce por la definición de la función inversa.
| Demostración |
| La inversa de {\displaystyle W_{0}(x):\left[-{\frac {1}{e}},+\infty \right)\to \left[-1,+\infty \right)} es {\displaystyle xe^{x}}. Así que de manera análoga se tiene que al resolver {\displaystyle \omega (x)=W_{0}(e^{x})=y}, ocupando lo anterior se tiene (modificando el dominio y recorrido, que es igual al codominio en este caso): (1){\displaystyle e^{x}=ye^{y}} Así aplicando ln() en (1): {\displaystyle x=\ln(ye^{y})=\ln(y)+\ln(e^{y})=\ln(y)+y} Finalmente reemplazando x en y, se tiene que {\displaystyle \omega ^{-1}(x)=\ln(x)+x} |

## Gráficos

Gráficos de la función Omega de Wright en el plano complejo
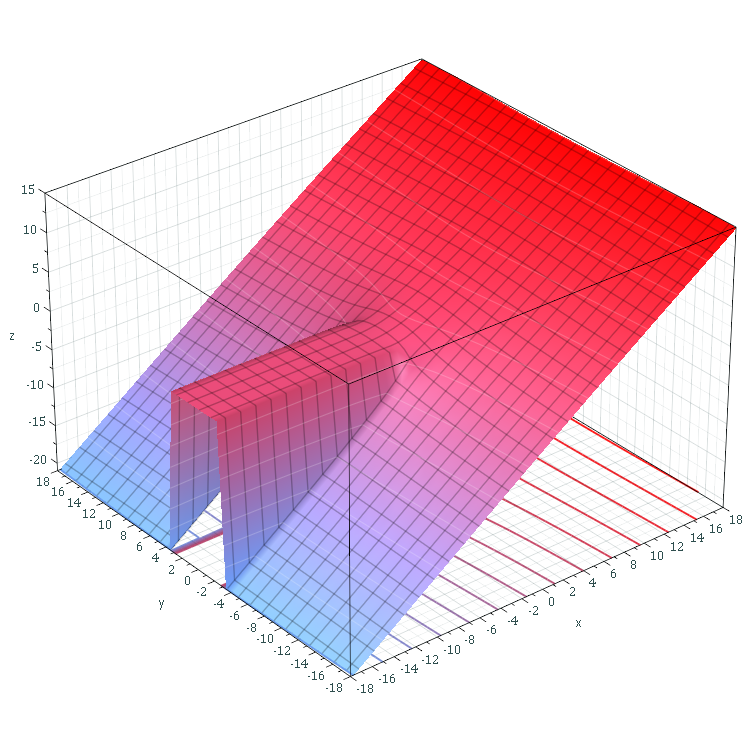
z = Re(ω(x + i y))
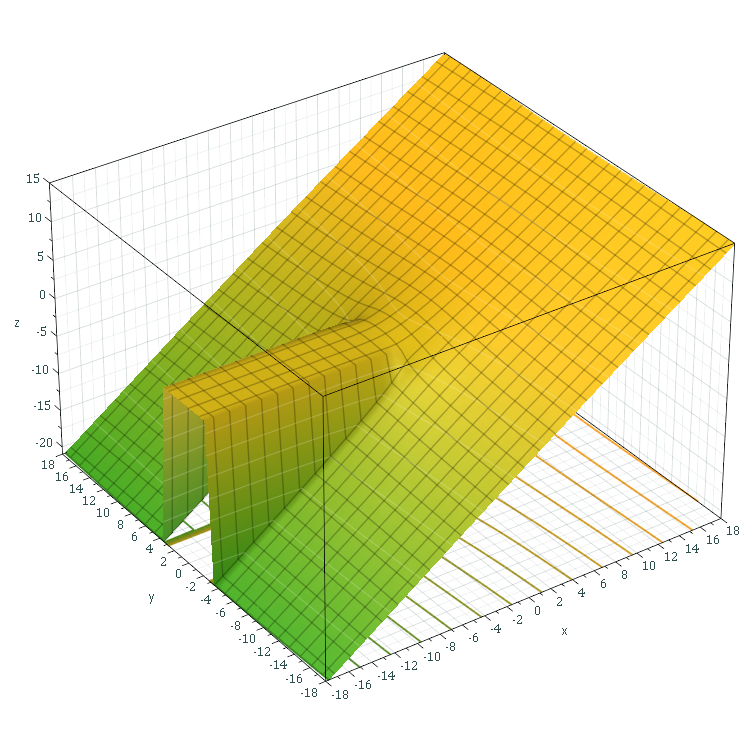
z = Im(ω(x + i y))
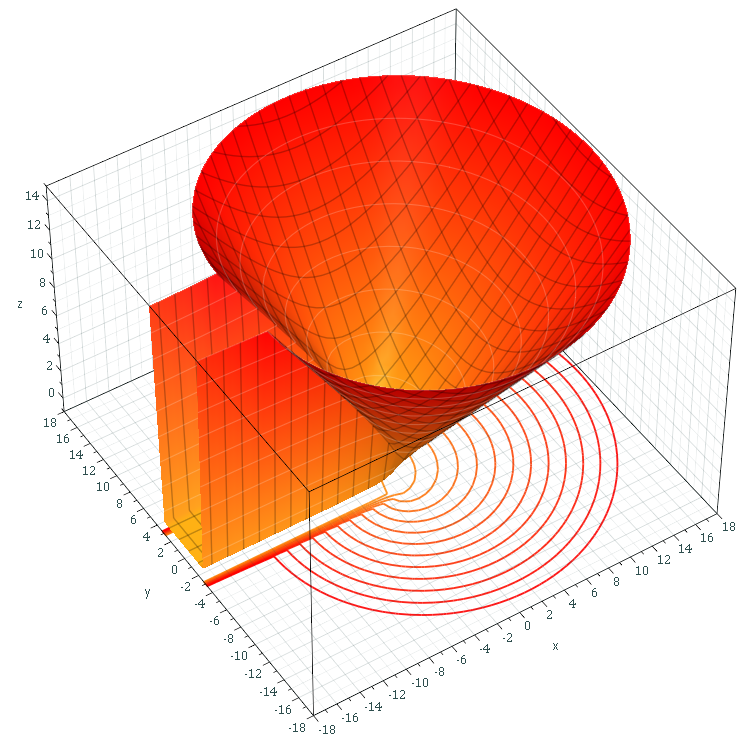
ω(x + i y)